# デンゲレ州
デンゲレ州（デンゲレしゅう、フランス語: Région du Denguélé）はかつてコートジボワールに存在した州。州都はオディエンヌ。面積は20,997平方キロメートル。人口は1998年国勢調査では約22万人、2010年推計では約32万人。国土の北西部に位置し、北から時計回りにマリ共和国、サヴァヌ州、ウォロドゥーグー州、バフィン州、リベリア共和国と接していた。
1997年1月15日の行政区画再編によって設置された。2011年9月28日の行政区画再編によって廃止され、同じ領域にデンゲレ地方が設置された。領域こそ同じではあるが、同地方には下位区分として新たに2州が設置されている。
デンゲレ州の成立当初はオディエンヌ県の1県のみから成っていたが、2005年にマディナニ県、ミニグナン県が分立し、2007年時点での3県が設置されていた。また県の下には20郡と13コミューンがあった。2009年3月27日にサマティリア県がオディエンヌ県より分立し、4県となっている。